# Batrachostomus auritus
El podargo orejudo o podargo grande  (Batrachostomus auritus) es una especie de ave paseriforme de la familia Podargidae endémica del sudeste asiático.

## Distribución y hábitat
Se encuentra en las selvas tropicales de Borneo, Sumatra, la península malaya y algunas islas menores aledañas, distribuido por Indonesia, Malasia, Tailandia y Brunéi. Está amenazado por la pérdida de hábitat.